# Kviddtjärnen (Färnebo socken, Värmland, 662594-139945)
Kviddtjärnen är en sjö i Filipstads kommun i Värmland och ingår i Göta älvs huvudavrinningsområde. Sjön har en area på 0,146 kvadratkilometer och ligger 248 meter över havet. Sjön avvattnas av vattendraget Svarttjärnsälven (Stöpsjöälven).

## Delavrinningsområde
Kviddtjärnen ingår i det delavrinningsområde (662611-140081) som SMHI kallar för Inloppet i Joelstjärnen. Medelhöjden är 235 meter över havet och ytan är 24,32 kvadratkilometer. Det finns inga avrinningsområden uppströms utan avrinningsområdet är högsta punkten. Svarttjärnsälven (Stöpsjöälven) som avvattnar avrinningsområdet har biflödesordning 4, vilket innebär att vattnet flödar genom totalt 4 vattendrag innan det når havet efter 370 kilometer. Avrinningsområdet består mestadels av skog (89 procent). Avrinningsområdet har 1,14 kvadratkilometer vattenytor vilket ger det en sjöprocent på 4,7 procent.